# Basen Algiersko-Prowansalski

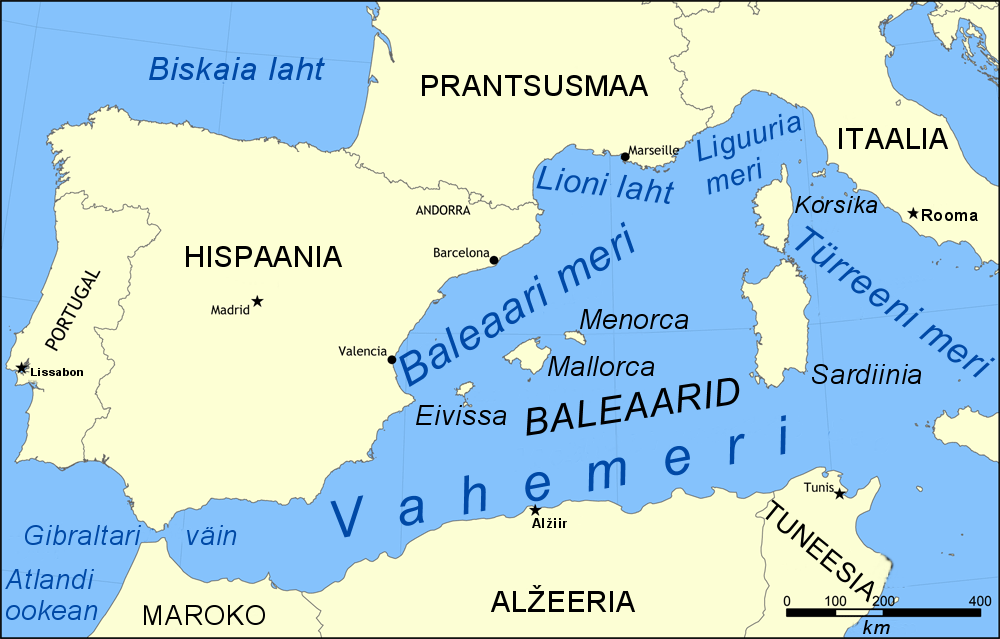
Mapa Basenu Algiersko-Prowansalskiego

Basen Algiersko-Prowansalski, Basen Zachodni Morza Śródziemnego – duży basen morski leżący w zachodniej części Morza Śródziemnego, między Europą a Afryką. Rozciąga się pomiędzy Francją na północy a Algierią na południu i pomiędzy Korsyką i Sardynią na wschodzie a archipelagiem Balearów na zachodzie. Jego głębokość dochodzi do 3181 m; stanowi on abisalną równinę z licznymi wysadami solnymi.
Na otwartej przestrzeni łączy się z morzami: Alborańskim i Balearskim (od zachodu) oraz Liguryjskim (od północnego wschodu), a przez Cieśninę Świętego Bonifacego i Cieśninę Sardynii z Morzem Tyrreńskim.
Państwami leżącymi nad Basenem Algiersko-Prowansalskim są (zgodnie z ruchem wskazówek zegara): Hiszpania, Francja, Monako, Włochy, Tunezja i Algieria.
Nazwa basenu pochodzi od dwóch nazw geograficznych: Algierii (państwa nad południowym wybrzeżem) i Prowansji (regionu Francji położonego nad północnym wybrzeżem).